# Aeromarine AMC
L'Aeromarine AMC est un hydravion à coque de transport commercial américain.
Conçu en 1922 pour remplacer les Aeromarine 75 vieillissants d’Aeromarine Airways, le prototype Aeromarine Metal Commercial était un biplan largement inspiré du Curtiss HS-2 mais de construction mixte car on commençait à s’apercevoir que les coques en bois vieillissaient mal. La voilure à ailes inégales était donc en bois entoilée, l’empennage avait une structure en dural entoilée, et la coque était réalisée entièrement en aluminium. C’est donc le premier hydravion à coque métallique réalisé aux États-Unis. Le prototype effectua son premier vol le 1er juin 1923. Baptisé Morro Castle II, il fut mis en service expérimental entre New York et Porto Rico en janvier 1924, soit juste avant la cessation d’activité d’Aeromarine Airways.